# Desa Jajar (administrativ by i Indonesien, lat -7,91, long 112,12)
Desa Jajar är en administrativ by i Indonesien.   Den ligger i provinsen Jawa Timur, i den västra delen av landet, 600 km öster om huvudstaden Jakarta.